# Кид Инк
Брайан Тодд Коллинз (англ. Brian Todd Collins; род. 1 апреля 1986, Лос-Анджелес) — американский рэпер, более известный под псевдонимом Кид Инк (Kid Ink). В начале 2010 года, он выпустил первый микстейп, который назвал The World Tour. Большую популярность ему принес его второй микстейп, который вышел в том же году, под названием Crash Landing.

## Биография
Начал свою карьеру в 16 лет. В этом же возрасте сделал себе первое тату. Свой творческий путь Брайан начинал как продюсер, позже стал сам писать себе тексты. У Кида много работ с известными артистами, такими как- Chris Brown, Sean Kingston, Ray J, Soulja Boy, Yung Berg, Gudda Gudda, Machine Gun Kelly и другими. Так же, у него есть родной брат Jullian, участник команды по танцам Jerkin — The Ranger$.
Kid Ink подписан на лейбл — Tha Alumni, участники которого Dj Ill Will, битмейкер Jahlil Beats, фотограф S Dot B и ещё один рэпер Sean Brown.

## Музыкальная карьера
После выхода микстейпа The World Tour Брайан начал набирать популярность под псевдонимом «Rockstar». Это привлекло внимание DJ Ill Will, который и подписал его на лейбл Tha Alumni. После этого Брайан меняет свой псевдоним на Kid Ink.
В 2012 году он выпускает независимый альбом Up & Away спродюсированный Ned Cameron и Jahlil Beats. В первую неделю альбом достигает 20-й строчки в Billboard 200. 21 ноября 2012 года Kid Ink выпускает свой пятый микстейп Rocketshipshawty.
4 января 2013 года он объявил, что подписал контракт с RCA Records и представит первый крупный сингл под названием «Bad Ass» с Wale и Meek Mill. Доступный для скачивания 22 января 2013 года сингл достиг девяностой строчки в Billboard Hot 100 и 27-й в Hot R&B/Hip-Hop Songs chart.
14 мая был объявлен его первый проект, выпущенный в RCA Records, под названием Almost Home, позже достигший 27-й строки в Billboard 200. Kid Ink выпустил свой следующий сингл под названием «Money and the Power», сингл был включен в компьютерную игру NBA Live 14.
17 сентября 2013 года он выпустил первый сингл со своего второго студийного альбома My Own Lane под названием «Show Me», записанный с Крисом Брауном и спродюсированный DJ Mustard. Песня достигла 13 строчки в Billboard Hot 100 и 23 в UK Singles. За 8 месяцев видео «Show Me» набрало более 80 миллионов просмотров на YouTube.
7 января Kid Ink выпустил свой второй альбом My Own Lane. За первую неделю было продано почти 51,000 копия и альбом занял в Billboard 200 3 место. А также этот альбом возглавил ITunes, где My Own Lane занял 1 место.13 января 2014 года, получил свою первую награду от RIAA за сингл «Show Me». Чуть позже от RIAA получил платиновую награду к этой же песне.
9 сентября Kid Ink выпустил свой новый трек «Body Language». Песня вошла в новый альбом Full Speed, релиз которого состоялся 3 февраля 2015 года. Композиция «Money and Power» стала второй музыкальной темой шоу WWE Wresltemania XXXI, Kid Ink исполнил её на самом шоу.

## Личная жизнь
В июне 2015 года Kid Ink обручился со своей девушкой Азайей Азанте, с которой состоит в отношениях уже около семи лет. 15 октября 2016 года пара сыграла свадьбу. У супругов есть дочь — Эйслин Парване «Эйс» Коллинз (род. 10 февраля 2016).

## Дискография

### Альбомы
- Up & Away (2012)
- Almost Home (2013)
- My Own Lane (2014)
- Full Speed (2015)
- Summer In The Winter (2015)

### Микстейпы
- The World Tour (2010)
- Crash Landing (2010)
- Daydreamer (2011)
- Wheels Up (2011)
- Rocketshipshawty (2012)
- 4 B’s (совместно с Batgang) (2014)
- RocketShipShawty 2 (2016)
- Missed Calls (2018)

### Синглы
- «Lowkey Poppin'» (2011)
- «I Just Want It All» (2012)
- «Lost In The Sauce» (2012)
- «Time Of Your Life» (2012)
- «Bad Ass» (2013)
- «Money and the Power» (2013)
- «Show Me» (2013)
- «Iz U Down» (2013)
- «Main Chick» (2014)
- «Body Language» (2014)
- «Hotel» (2015)
- «Be Real» (2015)
- «Ride Out» (2015)
- Fifth Harmony — «Worth It» (2015)